# جهانی که من می‌بینم
جهانی که من می‌بینم نام یک کتاب فلسفی-اجتماعی است که توسط آلبرت اینشتین، فیزیکدان آلمانی نوشته شده است .
«جهانی که من می‌بینم» مجموعه‌ای از نوشتارها، نامه‌ها و متن سخنرانی‌های آلبرت انیشتن(۱۹۵۵-۱۸۷۹)، فیزیکدان برجسته آمریکایی آلمانی‌تبار است.
انیشتین سؤال‌های بسیاری درباره‌ی زندگی و آزادی در پیگیری تحقیقاتش درباره‌ی مکانیزم هستی دارد. ماهیت او به‌ندرت ساده و صمیمی است. او همیشه به دلیل شهرت و سلامتی‌اش در مکان‌های متفاوتی با قیمت‌های مختلفی اقامت داشت که برای جاه طلبی‌های وی با ارزش بود. با این حال او منزوی نبود و در غم‌واندوه اعلی‌رغم آشفتگی‌های پیرامونش به‌روی خودش بسته بود به‌طوری‌که آشنایان خودِ او سال‌ها با فقر دست و پنجه نرم کردند و اکثریت مردم نیز در بدترین نوع شرایط غیرانسانی به‌سر می‌بردند.
او هرگز برای دفاع از بیماری و افسردگی کوتاهی نکرد. شخصیت حساس و منزوی او از درخشندگی موقعیت سیاسی و اشتیاق برای مباحثه‌های عمومی بسیار گریزان بود. زمانی‌که او مجمع را ترک می‌کرد هرگز فکر نمی‌کرد که صدای او یا عمق نفوذ کلامش بتواند کمکی برای جبران اشتباهات باشد. قطعاً تاریخ تشابه کمی با این درون‌گرایی نابغه‌ی ریاضی دارد که بدون وقفه تلاش کرد و مشتاق دفاع از حقیقت بشر بود.
در بریده‌ای از کتاب می‌خوانیم:
«من به آزادی بشر در معنای فلسفی اعتقاد ندارم. هرکس نه تنها به‌واسطه‌ی عوامل خارجی بلکه به‌واسطه نیروی داخلی و نیازهای معنوی خویش نیز در تکاپو است. شوپنهاور می‌گوید: «شخص می‌تواند آن‌چه را که اراده کرده است انجام دهد ولی نمی‌تواند با آن‌چه که روی خواهد داد مقابله نماید.» این مطالب از جوانی الهام‌بخش من بوده است و در مقابل سختی‌های زندگی خودم نسبت به مشاهده‌ی مشکلات دیگران تسلی‌خاطر و در مقابله با حوادث‌، صبور و شکیبایم نموده است. این احساس به‌طور رضایت بخشی، سختی و شدت مسئولیت را کاهش می‌دهد و اجازه نمی‌دهدکه باخود ودیگران آن‌قدر خشک و جدی کنار بیایم. این حس، جهان‌بینی ویژه‌ای می‌طلبد که در سایه‌ی آن انسان، قبل از خود، رضایت و موافقت دیگران را مدنظر قرار می‌دهد.»